# Абзаково (Учалинский район)
Абза́ково (баш. Абҙаҡ) — деревня в Учалинском районе Республики Башкортостан Российской Федерации. Входит в состав Мансуровского сельсовета.

## География

### Географическое положение
Расстояние до:
- районного центра (Учалы): 50 км,
- ближайшей железнодорожной станции (Шартымка): 18 км.

## Население
| 2002 | 2009 | 2010 |
| ---- | ---- | ---- |
| 490  | ↗589 | ↘500 |

Национальный состав
Согласно переписи 2002 года, преобладающая национальность — башкиры (99 %).